# Rabat-Salé-Zemmour-Zaer
Rabat-Salé-Zemmour-Zaer (arabisch جهة الرباط سلا زمور زعير, tamazight: ⵜⴰⵎⵏⴰⴹⵜ ⵏ ⴰⵕⴱⴰⵟ ⵙⵍⴰ ⵣⴻⵎⵎⵓⵔ ⵣⵄⵉⵔ Tamnaḍt n Aṛbaṭ Sla Zemmur Zɛir) war bis zur Verwaltungsreform von 2015 eine der 16 Regionen Marokkos und lag im Nordwesten des Königreichs. Im gesamten Gebiet von Rabat-Salé-Zemmour-Zaer lebten knapp 2,5 Millionen Menschen (Stand 2004), von denen der Großteil auf die Städte Rabat und Salé entfiel, auf einer Fläche von insgesamt ca. 9.580 km². Die Hauptstadt der Region war Rabat. Seit dem Jahr 2015 gehören die vier Provinzen zur neugeschaffenen Region Rabat-Salé-Kénitra.

## Provinzen
Die Region bestand aus folgenden Provinzen und Präfekturen:
- Provinz Khémisset
- Präfektur Rabat
- Präfektur Salé
- Präfektur Skhirate-Témara